# Pterogyne nitens
Pterogyne nitens là một loài loài thực vật họ Đậu (Fabaceae). Trong tiếng Anh nó thường được gọi là Amendoim Bravo, Cocal, Guiraró, Madeira Nova, Palo Coca, hoặc Tipa Colorado. Loài này có ở Argentina, Bolivia, Brasil, và Paraguay. Chúng hiện đang bị đe dọa vì mất môi trường sống.

## Hình ảnh

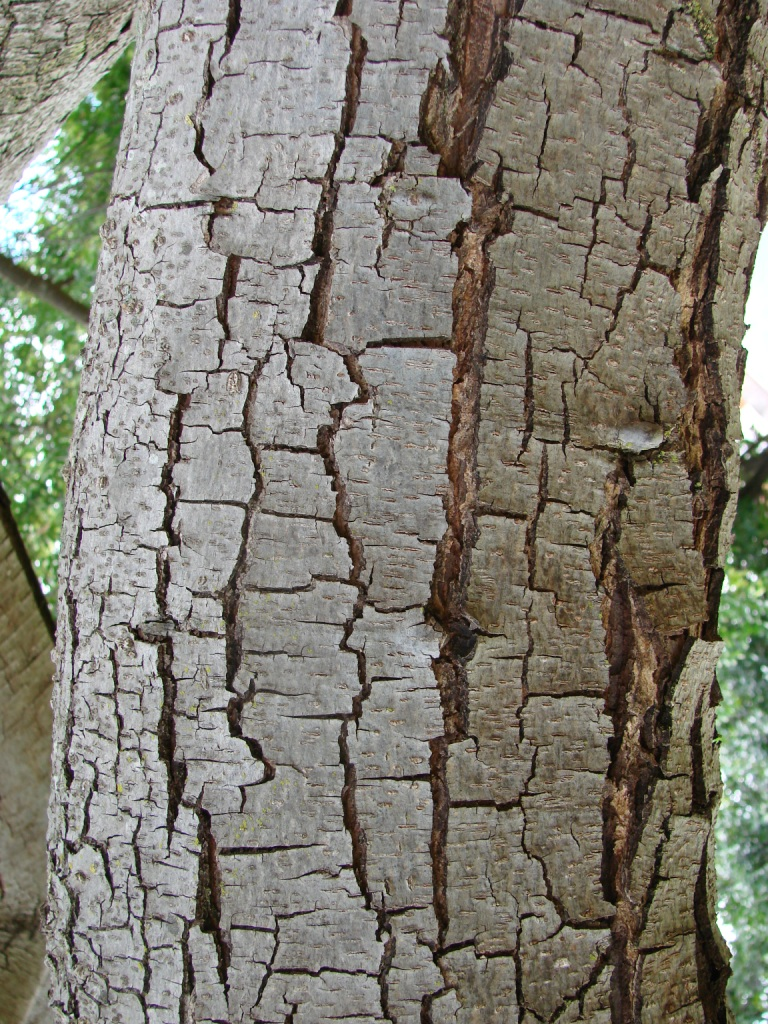
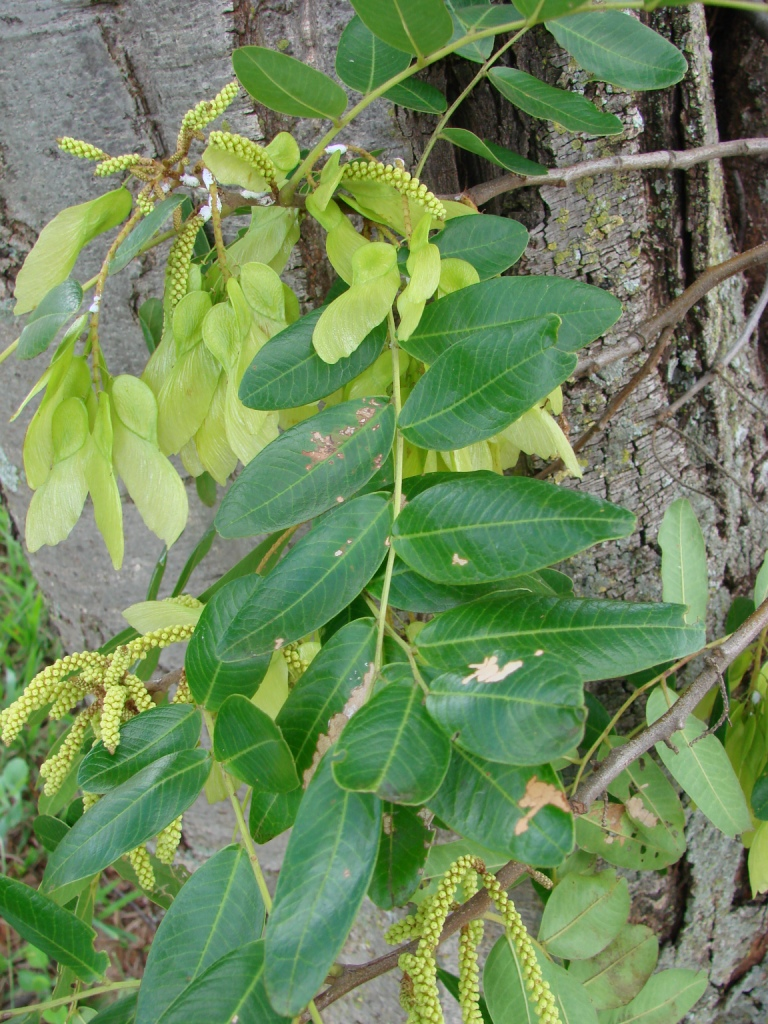
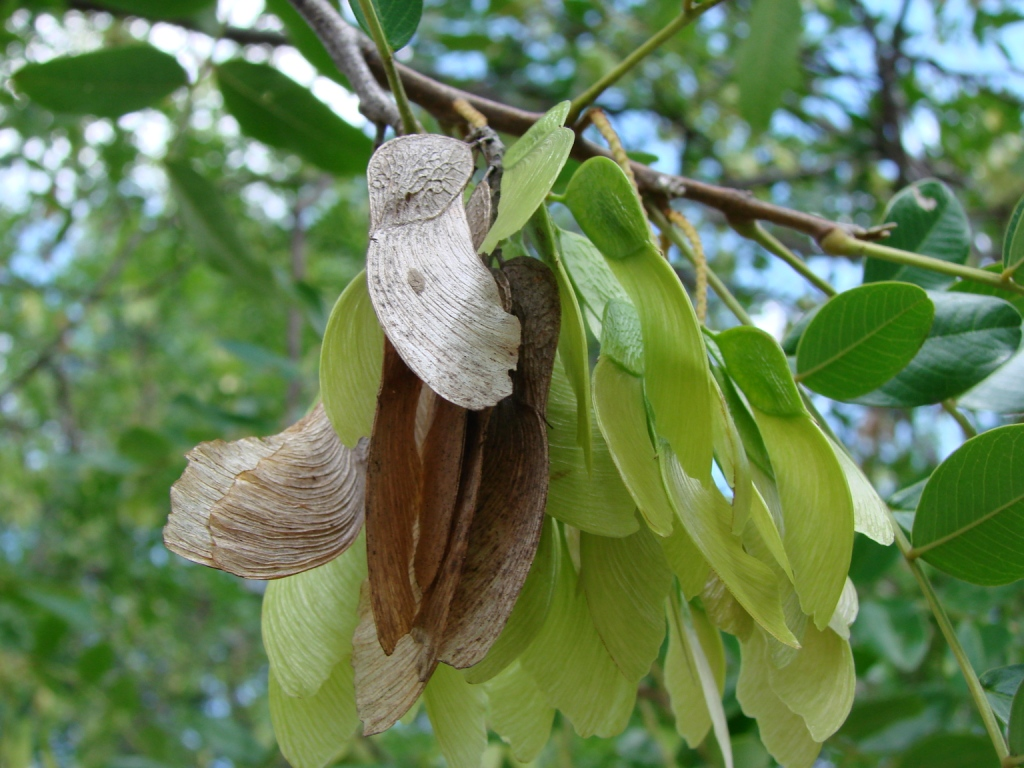